# المسيحيون في العلوم
المسيحيون في العلوم هي منظمة بريطانية من العلماء والفلاسفة واللاهوتيين، والأكاديمين والمعلمين، وطلاب العلم، في تتكون الغالب من  المسيحيين الإنجيليين، وتهتم المنظمة بالحوار بين المسيحية والعلم. وبدأت المنظمة عملها في عام 1940 باعتبارها واحدة من الفئات المهنية من IVF (الآن UCCF)، كانت تعرف المظمة باسم في أبحاث العلماء المسيحيين حتى عام 1950 واتخذت الاسم الحالي منذ عام 1988. وأصبحت المنظمة أكبر وأكثر تأثيرًا ومهنية. والمنظمة هي النظير البريطاني لجهة العمل العلمية الأمريكية، ولكن تنوعها اللاهوتي أوسع.
استغرق الأمر للاستقلال المنظمة المالي من UCCF في عام 1996. وللمنظمة أكثر من 850 عضوًا، وهي عضو في التحالف الإنجيلية، ومن أبرز أعضائها روبرت جيمس بيري وجون هوتون.
جنبًا إلى جنب معهد فيكتوريا، تنشر مجلة العلم والإيمان المسيحي مرتين في السنة.

## مواقع خارجية
- المسيحيون في العلوم